# Žďárek
Žďárek är en ort i Tjeckien. Den ligger i den norra delen av landet, 80 km nordost om huvudstaden Prag. Žďárek ligger 417 meter över havet och antalet invånare är 132.
Terrängen runt Žďárek är platt åt sydväst, men åt nordost är den kuperad. Runt Žďárek är det tätbefolkat, med 286 invånare per kvadratkilometer. Närmaste större samhälle är Liberec, 14,6 km norr om Žďárek. Trakten runt Žďárek består till största delen av jordbruksmark.